# かもめ児童合唱団
かもめ児童合唱団（かもめじどうがっしょうだん）は、神奈川県三浦市を活動の本拠としている合唱団。

## 概要
神奈川県三浦市の三崎地区と城ヶ島地区の3歳から13歳までの児童で構成されていたが、現在は三浦半島近辺に住む児童・生徒で構成されている。団員は2025年現在20名程度。
結成は1972年であり、三浦市在住の声楽家小島晁子の指導により現在に至る。
2008年に三浦市在住の音楽プロデューサー・藤沢宏光がプロデュースで参画し、音源の制作を積極的に行うようになる。
三浦市ゆかりの詩人・北原白秋や作曲家・小村三千三の曲を中心に歌っていたが、藤沢がプロデュースをするようになった2008年以降は、往年のフォークソングやJ-POPなどの名曲もレパートリーに加えられた。

## ディスコグラフィ

### アルバム
- 2010年5月12日 - 『焼いた魚の晩ごはん』（CD）
- 2016年1月20日 - 『インターネットブルース』（CD、LP）
- 2019年3月13日 - 『ワンダフル・ミュージック！』（CD、LP）
- 2021年7月14日 - 『海に向かって歌う歌』（CD、LP）
- 2021年7月21日 - 『インターネットブルース Delux Edition』（再発CD、ボーナストラック付き）

### シングル
- 2008年11月26日 - 『城ヶ島の雨／あなたが美しいのは』（CD）
- 2009年4月22日 - 『トラベシア／三崎の歌』（CD）
- 2014年11月7日 - 『あなたもロボットになれる feat. かもめ児童合唱団』- 坂本慎太郎（7インチレコード）
- 2017年1月4日 - 『思い出のロックンロール』 - かもめ児童合唱団と井の頭レンジャーズ（7インチレコード）
- 2019年3月13日 - 『ずっと好きだった／双子座グラフィティ』（7インチレコード）
- 2021年9月15日 - 『かっこいいジャンパー／砂の女』（7インチレコード）
- 2022年8月2日 - 『猫に会いたい』（CD）
- 2024年4月24日 - 『ベルリンの森／はぐれ鳥のタマシイ』- kiss the gambler（7インチレコード）
- 2024年1月28日 - 『ねこがたいやきたべちゃった』（配信）
- 2024年4月29日 - 『マザーズソング』（配信）
- 2024年10月21日 - 『Happy Halloween』（配信）
- 2025年6月30日 - 『Shangri-La』（配信）

### その他
- 2012年 - 杉田二郎『戦争を知らない子供たち』 - コーラス
- 2013年 - ゆず『雨のち晴レルヤ』 - PV版にてコーラスとして出演[2]
- 2013年 - ゆず『アリーナツアー2013 GO LAND』 - オープニングSE「ムーンライトパレード」の合唱
- 2018年 - カエルのピクルス『ダンスかたんすか』 - 歌唱
- 2019年 - 堂島孝平『シュガーソングとビターステップ』 - コーラス
- 2019年 - ドレスコーズ『循環進行/逆循環進行』 - コーラス
- 2022年 - 家入レオ『かわいい人』 - コーラス
- 2022年 - ホフディラン『キミが生まれたから』 - コーラス
- 2023年 - kiss the gambler『私は何を言っていますか？』 - コーラス
- 2024年 - 曽我部恵一『まる』 - コーラス

## タイアップなど
- 2010年 - 絵本『あらいぐま洗車センター』 - 絵本に登場する歌を歌唱
- 2013年 - ドラマ『泣くな、はらちゃん』（日本テレビ ） - オープニングテーマ『私の世界』を提供
- 2017年 - ドラマ『ユニバーサル広告社〜あなたの人生、売り込みます!〜』（テレビ東京 ） - 出演
- 2019年 - CM『あしたのわがまち』（NTTアーバンソリューションズ株式会社） - 歌唱
- 2020年 - 映画『Diner』（蜷川実花監督） - 『遠き山に日は落ちて』の歌唱で出演
- 2022年 - CM『オマール海老の旨みひろがるフィレバーガー』（ケンタッキーフライドチキン）- オマール少年少女合唱団として歌唱で出演
- 2022年 - CM『CIAOちゅ〜る』（いなば食品） - ちゅリスマス篇のCMソングに歌唱で出演
- 2024年 - 映画『においが眠るまで』（東かほり監督） - 主題歌『夕日は昇る』を提供